# Quartet de corda núm. 8 (Mozart)
El Quartet de corda núm. 8 en fa major, K. 168, és una obra composta per Wolfgang Amadeus Mozart l'agost de 1773, a Viena, en una estada a la ciutat. Es tracta del primer d'una sèrie de sis quartets, coneguts com a Quartets vienesos.
Consta de quatre moviments:
1. Allegro
2. Andante
3. Menuetto
4. Allegro

El moviment lent, en fa menor, és un cànon en compàs ternari sobre un tema familiar ja usat, en la mateixa tonalitat, en el darrer moviment del Quartet de corda Op. 20 núm. 5 de Joseph Haydn. El finale és una fuga, que s'assembla també a un dels moviments finals dels quartets Op. 20, en aquesta ocasió, del quartet a la major.